# Pella (Macedonië)
Pella (Oudgrieks: Πέλλα, Pélla) is een Griekse stad uit de Macedonische oudheid die thans gelegen is in Noord-Griekenland.
Het was de hoofdstad van het koninkrijk Macedonië vanaf het begin van de 4e eeuw v.Chr. toen het de rol van Aigai overnam. Pella werd in 168 v.Chr. geplunderd door de Romeinse legionairs en verdween in de plooien van de geschiedenis gedurende de Romeinse periode. De stad is vooral bekend als de geboorteplaats van Alexander de Grote, geboren als Alexander III, zoon van de Macedonische koning Philippus II en Epirotische prinses Olympias.
Pella (Grieks: Πέλλα) is een deelgemeente (dimotiki enotita) van de gemeente (dimos) Pella, in de Griekse bestuurlijke regio (periferia) Centraal-Macedonië. De plaats telt 7.295 inwoners.

## Etymologie
Het woord Pella is een vorm van het Dorisch-Griekse woord Apella en betekende oorspronkelijk een ceremoniële locatie waar beslissingen werden genomen. De stad werd gesticht door Archelaüs I van Macedonië om specifiek als hoofdstad van zijn koninkrijk te dienen.

## Geschiedenis
De stad wordt voor het eerst vermeld door Herodotus (VII 123.) - met betrekking tot de campagne van Xerxes - en Thucydides (II 99.4. en 100.4.) - met betrekking tot de Macedonische expansie en de oorlog met de Thracische koning Sitalkes. Xenophon beschouwt het aan het begin van 4e eeuw v.Chr. als de grootste stad van Macedonië. Het was waarschijnlijk koning Archelaüs (tenzij het hier gaat om Amyntas III) die het, kort vóór die tijd, tot hoofdstad van het koninkrijk maakte en gerenommeerde Griekse artiesten wist aan te trekken zoals de schilder Zeuxis, de dichter Timoteüs en bovenal de tragicus Euripides die er zijn laatste dagen sleet na er zijn Archelaos te hebben geschreven en opgevoerd.
De regering van Antigonos II Gonatas betekende waarschijnlijk het hoogtepunt van de stad, waarin het merendeel van de vrijstaande gebouwen werd opgetrokken (cf. infra). De naam wordt verscheidene malen vermeld door Polybios en Titus Livius als hoofdstad van Philippus V van Macedonië en Perseus, bij hun verslag van de Macedonische oorlogen. Het is dan ook bij Titus Livius dat men de enige beschrijving van de stad terugvindt die ons is overgeleverd, naar aanleiding van het verblijf van Lucius Aemilius Paullus, de Romeinse generaal en overwinnaar van Perseus in de Slag bij Pydna, daar, gezien vanaf de stadsmuren in 167 v.Chr. :

« 6. (Pella) is gesitueerd op een heuvel die afhelt naar het noordwesten; moerassen omgeven de onovertrefbare hoogte in de zomer en herfst, wat door de overstroomde (stromen) wordt veroorzaakt. 7. (De akropolis) Phacus dat in dit moeras, dat in de buurt van de stad is, als een eiland uitsteekt, heeft immense schatten stapelend op schatten, deze houdt én de muur recht én wordt niet beschadigd door de vochtigheid van het omringende moeras. Het lijkt van ver verbonden te zijn met de muren van de stad; (maar) is gescheiden door een stroom en tegelijkertijd door een brug verbonden, ... » (XLIV 46.)

Na de reorganisatie van Macedonië door de Romeinen werd Pella de hoofdstad van de derde mêris (district) en mogelijk ook de zetel van de Romeinse gouverneur. Gelegen aan de Via Egnatia (Strabo, VII 323.), was Pella aldus een belangrijke stad op de weg tussen Dyrrachium en Thessaloniki. Cicero verbleef er in 58 v.Chr., maar de zetel van de provincie was in deze tijd overgebracht naar Thessaloniki.
Om onbekende redenen, mogelijk door een catastrofale aardbeving, raakte de stad aan het eind van de 1e eeuw v.Chr. in verval. Op de plaats van de in verval geraakte stad werd een colonia gesticht tussen 45 en 30 v.Chr. Deze werd in elk geval Colonia Iulia Augusta Pella genoemd op de keizerlijke munten. Augustus liet er Italische boeren zich vestigen, wier land hij in Italië had geconfisqueerd om aan zijn veterani uit te delen (Cassius Dio, LI 4.). Maar in tegenstelling tot andere Macedonische coloniae (Philippi, Dion, Kassandreia) kreeg Pella niet het ius Italicum. Er zijn uit deze periode vier paren van magistraten van de colonia (IIviri quinquennales) bekend.
De neergang van de stad, ondanks de herstichting als colonia, zet zich al snel in : Dio Chrysostomus en Loukianos van Samosata getuigen, misschien met enige overdrijving, van de ruïne van de oude hoofdstad van Philippus II en Alexander de Grote. In feite is de Romeinse herstichting meer naar het oosten gesitueerd, en onderscheiden van de oude Macedonische hoofdstad, wat verklaart waarom de getuigenissen ten dele worden tegengesproken door de numismatiek en epigrafie. In de Byzantijnse tijd wordt deze plaats van tweede rang ingenomen door een versterkte nederzetting.

## Stadsplan van Pella

Schematisch plan van Pella.

De stad werd op de Phacos gebouwd, een voorgebergte dat in het zuiden de moerassen die Pella omgeven beheerst. Veel verder naar het zuiden lag een meer dat in de hellenistische periode toegang gaf tot zee.

### Paleis
De stadsruimte die door Titus Livius wordt beschreven, is slechts gedeeltelijk bekend. Het gaat om een hoge wal van ruwe baksteen (ongeveer 50 cm diep) op een stenen fundering, waarvan een deel ten noorden van het paleis werd opgegraven, en een ander ten zuiden van de laatste ontdekte eilandjes, aan de rand van het meer. Binnen de wallen werd de noordkant ingenomen door drie heuvels en het paleis werd, in een bevoorrechte positie, op de centrale heuvel geplaatst. Het is gedeeltelijk opgegraven en omvat blijkbaar een aanzienlijk deel van de stad (misschien 60.000 m²), en werd, omdat het nog niet goed bekend was (zie hiernaast), in het geometrische stadsplan opgenomen.
Het paleis van Pella is opgebouwd uit meerdere (misschien zeven?) grote naast elkaar geplaatste architecturale gehelen, geschikt op twee rijen; elk bestaat uit een serie kamers gerangschikt rondom een grote vierkante binnenplaats, merendeels met portieken omgeven. De archeologen hebben er met name een palaistra en baden geïdentificeerd. De zuidfaçade van het paleis, in de richting van de stad, werd over de hele lengte (ten minste 153 m) ingenomen door een grandioze portiek, gebouwd op een twee meter hoge onderbouw. De samenhang tussen de vier voornaamste complexen wordt gevormd door een portiek met een 15 m lange tripartite propylon, die aan het paleis, vanuit de lager gelegen stad gezien, een bijzonder imposante monumentale ingang gaf.
De datering van dit geheel stelt ons voor enkele problemen: de grote gebouwen met portieken zouden kunnen dateren uit de regering van Philippus II, maar andere delen zouden ouder zijn. De baden zouden dateren uit de regering van Kassander.
De grootte van het geheel toont dat het, in tegenstelling tot het paleis van Aigai, niet alleen gaat om een koninklijke residentie, een praalmonument, maar eveneens om een regeringsgebouw dat onderdak bood aan een deel van de administratie van het koninkrijk.

### Hippodamisch stratenplan

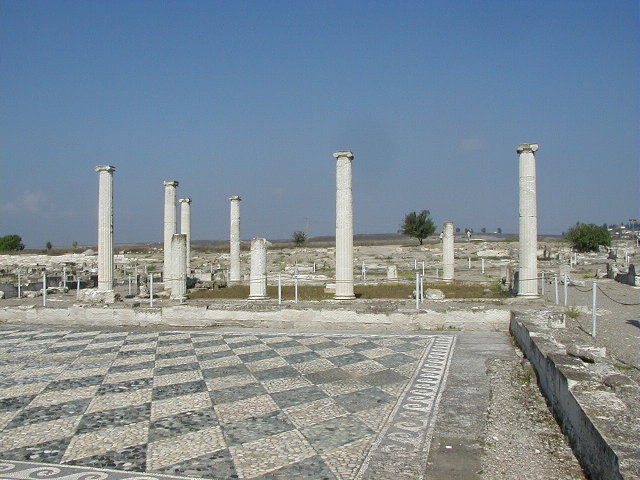
Atrium met een rolsteenmozaïek met een geometrisch patroon in een grote woning te Pella.

Ten zuiden en lager gelegen dan het paleis, strekt de eigenlijke stad zich uit, geconcipieerd volgens een Hippodamisch stratenplan, een regelmatige orthogonale indeling van de stedelijke ruimte: twee series van parallelle straten snijden elkaar loodrecht en vormen een netwerk dat bestaat uit acht rijen van rechthoekige huizenblokken. De breedte is constant, ongeveer 45 m, terwijl de lengte varieert tussen 111 m en 152 m, waarbij de meeste rijen 125 m zijn. De lengte van de straten is 9 à 10 m, behalve de middelste, langere oost-weststraat, die 15 m meet. Deze straat vormt de voornaamste as van het wegennet en leidt naar de agora, een centrale plaats die overeenkomt met de oppervlakte van 10 woonblokken, gereserveerd om te dienen als publieke ruimte. Twee noord-zuidstraten zijn eveneens een beetje langer (10 m) en dienen om de stad te verbinden met de haven, verder naar het zuiden. De straten waren voorzien van goten en afvoergeulen om het water van particuliere huizen af te voeren.
Dit orthogonale plan ging terug tot de eerste helft van de 4e eeuw v.Chr.: het vertoont gelijkenissen in zijn principes met die van vele andere Griekse steden uit die tijd, maar onderscheidt zich er ook van door de imposante breedte van de woonblokken: ter vergelijking, de polis Olynthos in Chalcidicus, die voor de koningen van Macedonië model zou staan voor de orthogonale stedenbouw, had woonblokken van 86,30 bij 35 m. Het klopt echter wel dat veel van de hellenistische vestigingen daarentegen de opzet van de woonblokken van Pella hebben overgenomen: 112 x 58 m in Laodicea ad Mare bijvoorbeeld, of 120 x 46 m in Halpa.
In het stadscentrum ligt de agora, die een bijna vierkant plein is, van 200 m van oost naar west en 181 m van noord naar zuid. Het complex meet 262 x 238 m als men de portiek aan alle zijden meerekent.

### Bewoning
De verschillende grote woningen die ten zuiden van de agora opgegraven zijn, worden aangeduid aan de hand van de onderwerpen van de rijke mozaïekvloeren die hun banketzalen sieren: het huis van Dionysos, het huis van de ontvoering van Helena. Deze woningen, deel uitmakend van een groep, zijn rond binnenplaatsen met een peristilium geschikt en worden gekenmerkt door een verzorgde versiering. Zij zouden van kort na de regering van Alexander zijn.
De mozaïeken zijn gemaakt uit rolstenen (en niet uit tegels) en ontlenen hun onderwerpen aan de Griekse mythologie en hun compositie waarschijnlijk aan de schilderkunst van die tijd (misschien zelfs meer precies aan de werken van Zeuxis). De naam van de afgebeelde personages wordt aangeduid door inscripties onderaan de scène. Deze mozaïeken zijn met behulp van diverse technische aspecten (bijvoorbeeld het gebruik van loden plaatjes of terracotta om de motieven te onderstrepen) gemaakt, een belangrijke stap in de geschiedenis van dit type van vloerbedekking.

## Het archeologisch onderzoek van de site

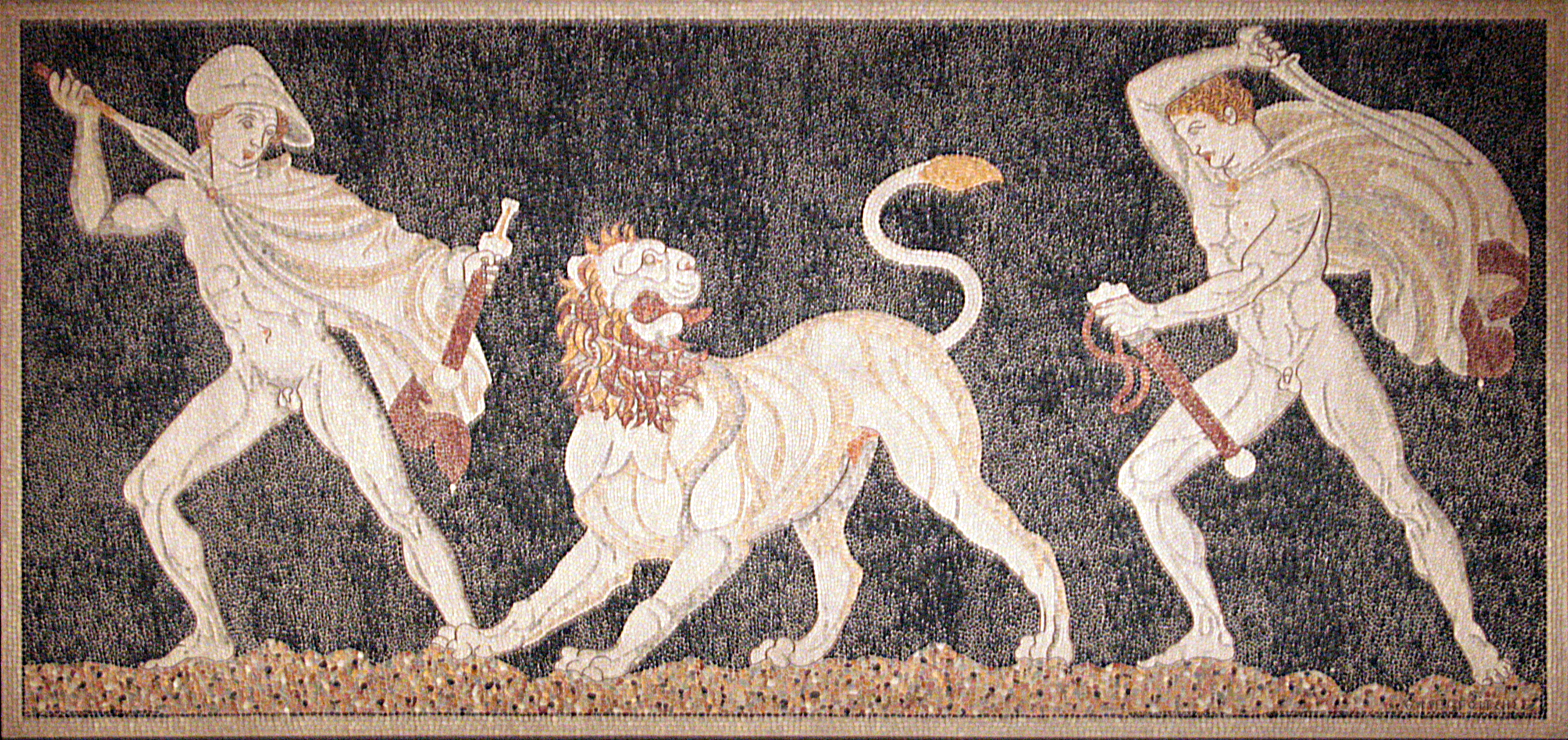
Leeuwenjacht op een mozaïek te Pella.

Op basis van de beschrijving van Pella door Titus Livius werd de site geïdentificeerd door reizigers (Holand, François Pouqueville, Beaujour, Cousinéry, Delacoulonche, Hahn, Glotz en Struck) in de 19e eeuw. Een eerste bescheiden opgraving werd in 1914-1915 ondernomen door G. Oikonomos, maar het systematische onderzoek van de site begon pas in 1953. In 1957 volgden de eerste systematische opgravingen. Een eerste reeks campagnes vond plaats in 1963, vervolgens werden de opgravingen hervat in 1980. Ook tegenwoordig worden er nog opgravingen in de buurt van de agora gedaan.
In de late jaren 70 ontdekte de archeoloog Manolis Andronikos het graf van Philippus II van Macedonië, die de vader van Alexander III van Macedonië was. Onder de vondsten bevond zich een gouden doos samen met een gouden zon van Vergina, die in het begin van de jaren 90 van de twintigste eeuw tot een twist tussen Griekenland en de voormalige Joegoslavische Republiek van Macedonië leidde.
In februari 2006 ontdekte een boer bij toeval de grootste graftombe die tot op heden in Griekenland is gevonden. De namen van de oud-Macedonische adellijke familie zijn nog steeds te zien in inscripties en geschilderde beeldhouwwerken. Ook de muren van de graftombe hebben de tand des tijd doorstaan. De tombe wordt gedateerd tussen de 3e en 2e eeuw v.Chr., na de regering van Alexander de Grote.
In september 2009 werden opnieuw graven blootgelegd; de monden, oogkassen en borstkassen van de strijders waren overdekt met bladgoud.

## Geboren
- Alexander de Grote (356-323 v.Chr.), koning van Macedonië
- Vassilis Fotias (1989), voetbalscheidsrechter